# Katonaia hemileopsis
Katonaia hemileopsis är en tvåvingeart som först beskrevs av Erich Martin Hering 1947.  Katonaia hemileopsis ingår i släktet Katonaia och familjen borrflugor.
Artens utbredningsområde är Grekland. Inga underarter finns listade i Catalogue of Life.